# アントニオ・サルトリオ
アントニオ・サルトリオ（Antonio Sartorio、1630年 - 1680年12月30日）は、イタリア、ヴェネツィア出身の作曲家。
ヴェネツィアで生まれ、カレンベルク侯ヨハン・フリードリヒの宮廷楽士長としてハノーファーで10年過ごした間も、余暇にはヴェネツィアに戻って作曲にいそしんだ。1680年、ヴァネツィアで没した。
サルトリオのオペラのほとんどはヴェネツィアで初演され、1660年から1670年にかけて、ヴェネツィアで最も名声を博した作曲家である。

## 作品
- L'Adelaide（1672年）
- Alcina（1674年 - 1675年）
- Anacreonte tirano（1677年）
- Antonio e Pompeiano（1677年）
- Giulio Cesare in Egitto（1676年）
- Masenzio（1672年）
- L'Orfeo（1673年）